# Río Wisconsin
El río Wisconsin (del inglés: Wisconsin River) es un largo río del Norte de los Estados Unidos, uno de los principales afluentes del curso alto del río Misisipi. Tiene una longitud de 692 km y drena una cuenca de 31 805 km².
Administrativamente, el río discurre íntegramente por el estado de Wisconsin —condados de Wood, Grant, Lincoln, Sauk, Columbia, Portage, Oneida y Marathon—y es el más largo del estado.

## Etimología
El nombre del río, recogido por primera vez en 1673 por el explorador francés Jacques Marquette como «Meskousing», se basa en las lenguas algonquinas utilizadas en la región por las tribus indias, pero su significado original no se conoce. Los exploradores franceses que siguieron más tarde la senda de Marquette cambiaron el nombre a «Ouisconsin». El nombre se simplificó a principios del siglo XIX como «Wisconsin», antes de ser aplicado al Territorio de Wisconsin y, por último, al mismo estado de Wisconsin. 

## Historia

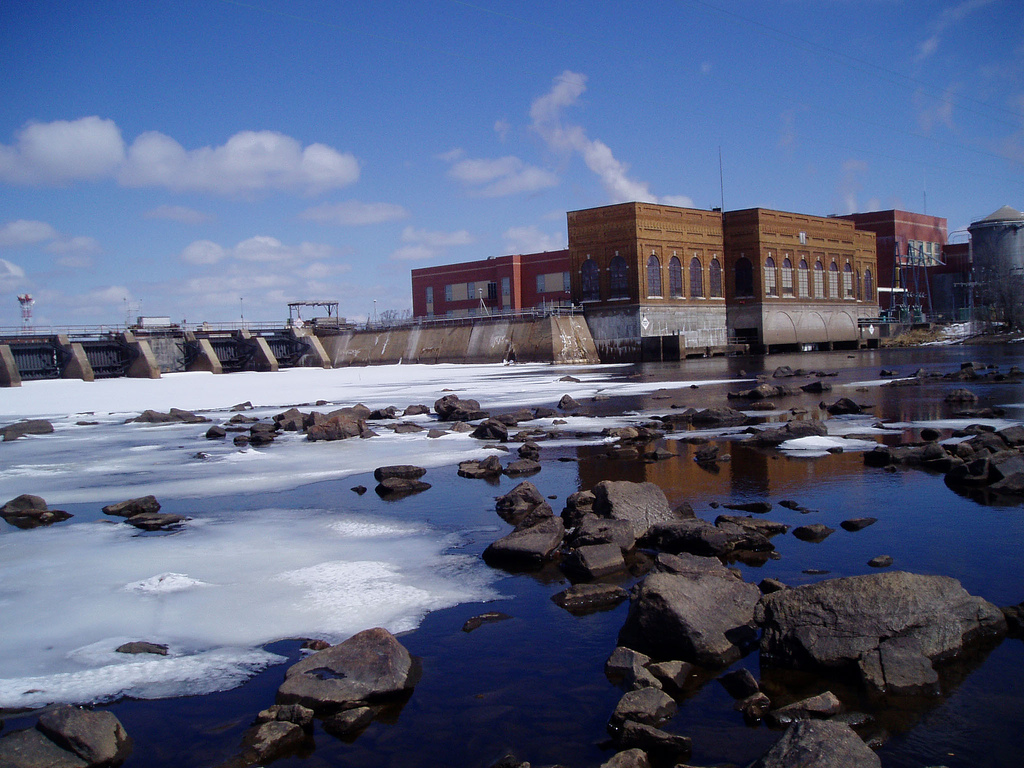
Una presa en Stevens Point

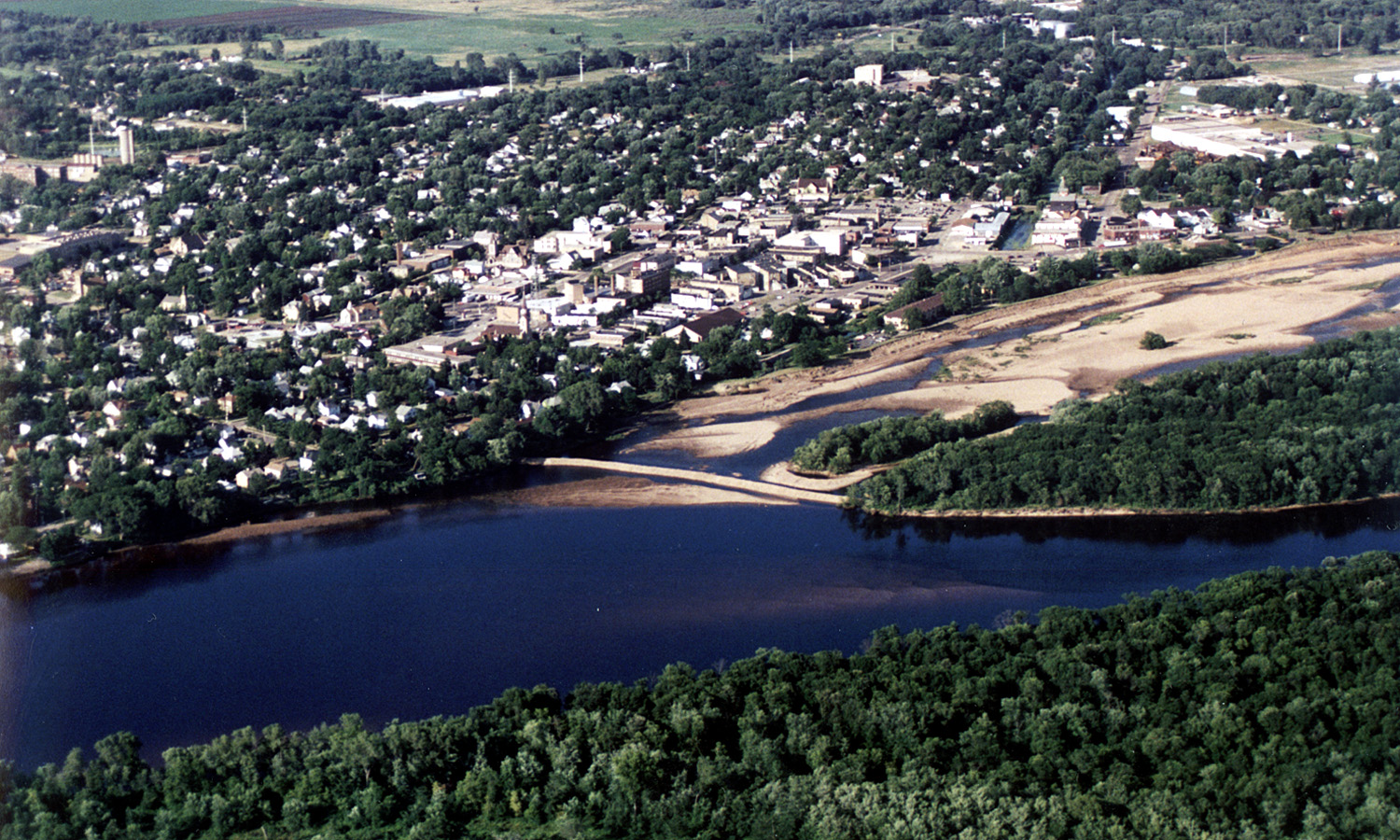
Vista aérea de Portage.

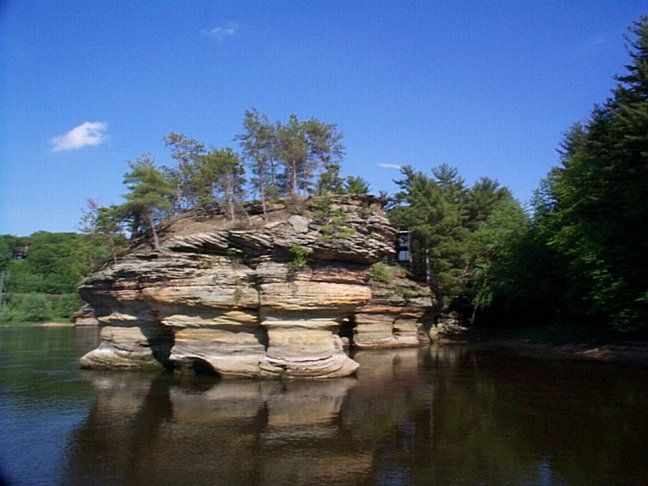
«Dells Wisconsin», la garganta del río Wisconsin.

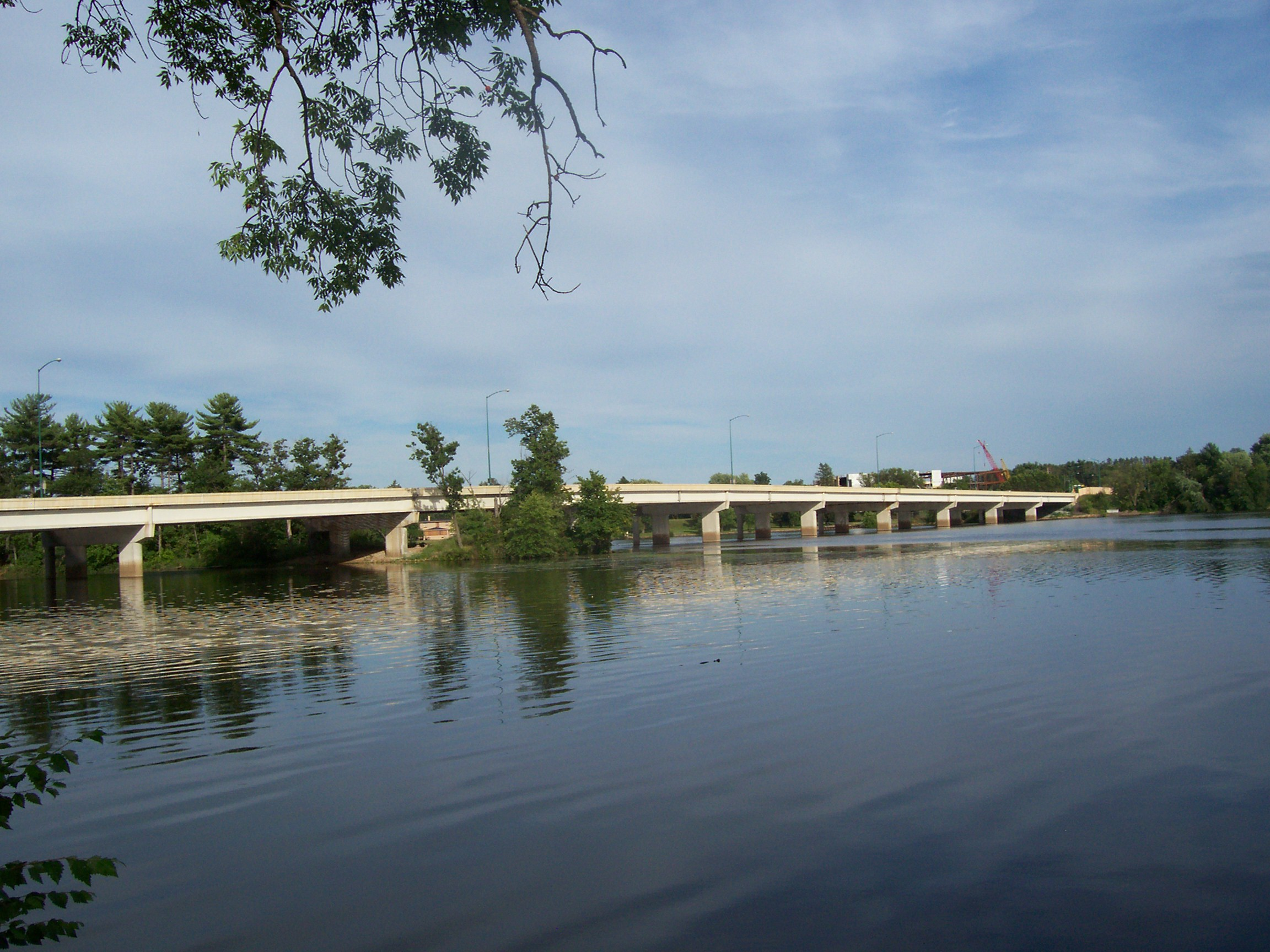
Puente sobre el río Wisconsin en Wisconsin Rapids (Wisconsin Highway 54).

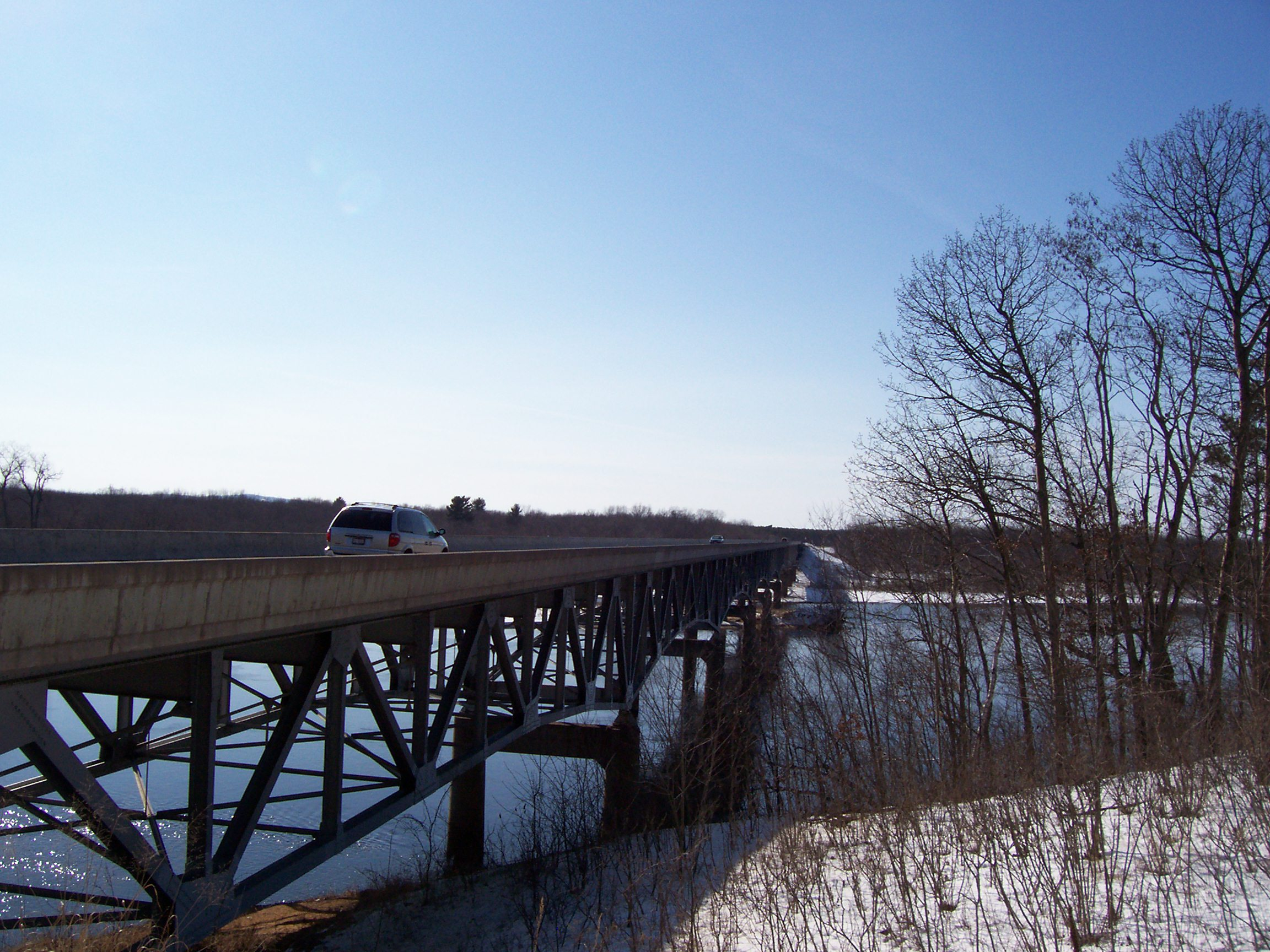
Puente sobre el río Wisconsin (Wisconsin Highway 82).

La primera noticia documental de la exploración del río Wisconsin por los europeos data de 1673, cuando los franceses Jacques Marquette (1637-1675) y Louis Jolliet (nacido en Canadá, 1645–1700), viajando en canoa desde el lago Míchigan aguas arriba hasta el río Fox, llegaron al actual sitio de Portage a principios de junio. En este lugar los ríos Wisconsin y Fox están a sólo unos 3,2 km, por lo que los exploradores pudieron hacer el portage del río Fox al río Wisconsin. Luego siguieron las 320 km hasta la boca del Wisconsin y llegaron al río Misisipi el 17 de junio. Otros exploradores y comerciantes siguieron el mismo camino y durante los siguientes 150 años, los ríos Wisconsin y Fox, conocidas colectivamente como la vía fluvial Fox-Wisconsin (Fox-Wisconsin Waterway), formaron una importante ruta de transporte entre los Grandes Lagos y el río Misisipi. 
La industria comenzó a formarse en el Wisconsin a principios del siglo XIX, cuando los madereros comenzaron a utilizar las balsas de troncos río abajo desde los bosques del norte a los aserraderos de las nuevas ciudades como Wausau. En la década de 1880, las compañías madereras represaron el río para garantizar que tuviera suficiente capacidad para que los troncos flotaran río abajo. Más tarde, al comienzo del siglo XX, más las presas fueron construidas para prever el control de las inundaciones y la energía hidroeléctrica. Las represas también impulsaron el turismo, creando embalses como el lago Wisconsin, áreas muy populares para la navegación de recreo y la pesca. Hoy en día, el río Wisconsin está embalsado en 26 lugares. 
A pesar de ello, unos 150 km del tramo entre la boca y la presa hidroeléctrica en Prairie du Sac están libres de toda presa o barrera y las aguas discurren con relativa fluidez. A finales del decenio de 1980, esta parte del río, fue designado como un «vía fluvial estatal» (state riverway), y el desarrollo a lo largo del río se ha limitado para conservar su integridad paisajística. El proyecto de Vía Fluvial del Bajo Wisconin (Lower Wisconsin River State Riverway) es un proyecto financiado por el estado destinado a proteger ese tramo. El Departamento de Recursos Naturales de Wisconsin (Wisconsin Department of Natural Resources) administra tierras protegidas de más de 75.000 acres, que incluyen el propio río, islas, y algunos terrenos próximos.
Este largo tramo de río libre proporciona importantes hábitats naturales para una gran variedad de vida silvestre, incluyendo el venado de cola blanca, la nutria, el castor, la tortuga, grullas de arena , águilas, halcones, y una gran variedad de especies de peces.

## Geografía
El río Wisconsin se origina en los bosques de la Región de los Lagos, en el norte del estado de Wisconsin, en el lago Vieux Desert (17,2 km²), casi en la frontera de la península superior de Míchigan (Upper Peninsula of Michigan). El río discurre primero en dirección sur, discurriendo y drenando una zona con muchos lagos. Llega pronto a Eagle River y luego a uno de los muchos tramos en que está embalsado, Rainbow Flowage. Sigue en dirección sur, pasando por Rhinelander (7735 hab.) y Tomahawk (3770 hab.), donde vuelve a estar embalsado, en la presa Mohawksin. Sigue a través de la llanura glacial de Wisconsin central, pasando por Merrill (10 146 hab.) y llega a Wausau  (38 426 hab.), la principal ciudad de todo su curso. Sigue por Schofield (2117 hab.), Rothschild (4970 hab.), Mosinee (4063 hab.), Stevens Point(24 551 hab.), Whiting (1760 hab.), Plover (10 520 hab.), Wisconsin Rapids (18 435 hab.), Port Edwards (1944 hab.) y Nekoosa(2590 hab.), para llegar a otro tramo donde se suceden dos embalses, el de Petenwell y el de Casstlle Rock. 
En el sur de Wisconsin se encuentra la morena terminal formada durante la última edad de hielo, donde se formó el Dells Wisconsin (una garganta de unos 8 km del río Wisconsin), donde está la localidad homónima de Wisconsin Dells (2418 hab.). Al norte de Madison, en Portage (9728 hab.), el río vira hacia el oeste, fluyendo a través de las montañosas mesetas occidentales de Wisconsin, pasando por Merrimac (416 hab.), Prairie du Sac (3231 hab.), Sauk City (3109 hab.), Spring Green (1444 hab.), Muscoda  (1453 hab.), Boscobel (3047 hab.). Finalmente, se une al río Misisipi, por la izquierda, aproximadamente a unos 5 km al sur de Prairie du Chien (6018 hab.). 
A pesar de que el río fue navegable aguas arriba desde su boca hasta la ciudad de Portage (320 km), ahora es considerado no navegable más allá de la esclusa y la presa de Prairie du Sac.

### Afluentes
Los principales afluentes del río Wisconsin, son los ríos Kickapoo (210 km), Baraboo (115 km), Prairie (65 km ) y Eagle.

### Comunidades a lo largo del río
Muchas de las comunidades a lo largo del río Wisconsin se enumeran a continuación; la mayoría tienen un significado histórico o tradición cultural que las relaciona con el río. Están secuenciadas desde el nacimiento del río hasta su final y los habitantes corresponden todos al censo de 2010. Se resaltan en negrilla las localidades de más de 10 000 habitantes.